# Gura Humorului
Gura Humorului (în trecut Gura Homorului, în germană și poloneză Gura Humora, cunoscut popular în limba germană și ca Hammerberg, în idiș גורא הומאָרא Gura Humora) este un oraș în județul Suceava, Bucovina, România, format din localitățile componente Gura Humorului (reședința) și Voroneț. Localitatea este situată în regiunea istorică Bucovina de Sud. La recensământul din anul 2011, localitatea avea o populație de 13.667 locuitori, fiind al șaselea centru urban ca mărime al județului. În anul 2005, Gura Humorului a devenit stațiune turistică. Mănăstirea Voroneț, monument istoric ce datează din 1488, se află pe teritoriul orașului.

## Geografie
Orașul Gura Humorului este situat în partea centrală a județului Suceava, la limita estică a Obcinilor Bucovinei, în depresiunea Humorului. Vatra orașului se află la confluența râului Humor cu râul Moldova, de la acest fapt provenind numele orașului. Localitatea este poziționată la o altitudine de aproximativ 470 de metri, având un climat cu proprietăți sedative. Locul a fost căutat, încă din a doua jumătate a secolului al XIX-lea, ca stațiune climaterică.
Orașul este străbătut de șoseaua europeană E576 (DN 17), fiind poziționat la jumătatea distanței dintre Suceava și Câmpulung Moldovenesc, la circa 35 de km de aceste două centre urbane. Cel mai apropiat oraș de Gura Humorului este Frasin (7 km, către Câmpulung Moldovenesc). Altă cale rutieră care străbate orașul este drumul județean DJ 177, către comuna Mănăstirea Humorului, pe valea râului Humor. Gura Humorului este conectat la sistemul național feroviar și are două stații CFR pe magistrala Suceava – Vatra Dornei: Gura Humorului Oraș (în apropiere de centrul localității), respectiv Gura Humorului (în satul Păltinoasa din cadrul comunei suburbane cu același nume).
Gura Humorului administrează fostul sat Voroneț, situat în partea sud-vestică a orașului și devenit între timp cartier al acestuia. În Voroneț se află Mănăstirea Voroneț, monument istoric recunoscut internațional.

## Demografie
Componența etnică a orașului Gura Humorului
     Români (80,31%)
     Romi (2,75%)
     Alte etnii (0,67%)
     Necunoscută (16,27%)
Componența confesională a orașului Gura Humorului
     Ortodocși (77,9%)
     Penticostali (2,13%)
     Romano-catolici (1,62%)
     Alte religii (1,27%)
     Necunoscută (17,07%)
Conform recensământului efectuat în 2021, populația orașului Gura Humorului se ridică la 13.278 de locuitori, în scădere față de recensământul anterior din 2011, când fuseseră înregistrați 13.667 de locuitori. Majoritatea locuitorilor sunt români (80,31%), cu o minoritate de romi (2,75%), iar pentru 16,27% nu se cunoaște apartenența etnică. Din punct de vedere confesional, majoritatea locuitorilor sunt ortodocși (77,9%), cu minorități de penticostali (2,13%) și romano-catolici (1,62%), iar pentru 17,07% nu se cunoaște apartenența confesională.
|  | Graficele sunt indisponibile din cauza unor probleme tehnice. Mai multe informații se găsesc la Phabricator și la wiki-ul MediaWiki. |

Date: Recensăminte sau birourile de statistică - grafică realizată de Wikipedia

### Recensământul din 1930
Componența etnică a orașului Gura Humorului
     Români (22,46%)
     Germani (40,14%)
     Evrei (32,29%)
     Ruteni (1%)
     Polonezi (2,66%)
     Altă etnie (1,45%)
Componența confesională a orașului Gura Humorului
     Ortodocși (21,18%)
     Romano-catolici (43,55%)
     Mozaici (32,29%)
     Evanghelici\Luterani (1,65%)
     Altă religie (1,33%)
Conform recensământului efectuat în 1930, populația orașului Gura Humorului se ridica la 6.042 locuitori. Majoritatea locuitorilor erau germani (40,14%), cu o minoritate de români (22,46%), una de evrei (32,29%), una de ruteni (1,00%) și una de polonezi (2,66%). Alte persoane s-au declarat: maghiari (7 persoane), armeni (11 persoane), greci (3 persoane), ruși (11 persoane), sârbi\croați\sloveni (4 persoane) și cehi\slovaci (17 persoane). Din punct de vedere confesional, majoritatea locuitorilor erau romano-catolici (43,55%), dar existau și ortodocși (21,18%), mozaici (32,29%) și evanghelici\luterani (1,65%). Alte persoane au declarat: armeano-catolici (1 persoană), armeano-gregorieni (1 persoană), greco-catolici (25 persoane), unitarieni (4 persoane), lipoveni (22 persoane), adventiști (22 persoane), baptiști (4 persoane), iar 1 persoană nu a declarat religia.

## Politică și administrație
Orașul Gura Humorului este administrat de un primar și un consiliu local compus din 17 consilieri. Primarul, Marius Ioan Ursăciuc[*],  politician independent, este în funcție din 2004. Începând cu alegerile locale din 2024, consiliul local are următoarea componență pe partide politice:
|  | Partid                          | Consilieri | Componența Consiliului | Componența Consiliului | Componența Consiliului | Componența Consiliului | Componența Consiliului | Componența Consiliului | Componența Consiliului | Componența Consiliului |
|  | ------------------------------- | ---------- | ---------------------- | ---------------------- | ---------------------- | ---------------------- | ---------------------- | ---------------------- | ---------------------- | ---------------------- |
|  | Partidul Național Liberal       | 8          |                        |                        |                        |                        |                        |                        |                        |                        |
|  | Partidul Social Democrat        | 6          |                        |                        |                        |                        |                        |                        |                        |                        |
|  | Alianța pentru Unirea Românilor | 2          |                        |                        |                        |                        |                        |                        |                        |                        |
|  | Uniunea Salvați România         | 1          |                        |                        |                        |                        |                        |                        |                        |                        |

## Istoric

### Evoluție istorică
Prima menționare documentară a localității datează din data de 26 februarie 1490, într-un act emis de cancelaria lui Ștefan cel Mare.
După anexarea nord-vestului Moldovei din anul 1775, la 10 septembrie 1782, în Gura Humorului este mutat comandamentul militar austriac, care construiește aici o fortăreață. La 10 octombrie 1782, sediul trupelor de graniță se mută la Gura Humorului.
După anul 1800, în localitate încep să se stabilească germani, poloni, evrei, ucraineni, întemeind, în 1835, colonia cu numele „Bori” (întâlnit și sub forma de Boureni). Conform recensământului efectuat în 1930, populația satului Bori se ridica la 267 locuitori. Toți locuitorii erau germani (100,0%). Din punct de vedere confesional, toți locuitorii erau romano-catolici (100,0%). În 1835 localitatea este legată telegrafic cu Viena.
În timpul ocupației austriece, Gura Humorului crește ca importanță, fiind ridicat pe rând la rangul de târgușor și centru administrativ-teritorial (1820), apoi la cel de târg (1880) și capitală de district (1893), iar în cele din urmă, în anul 1904, primește statutul de oraș.
În perioada interbelică orașul este reședința plasei Humorului în cadrul județului Câmpulung.
Între anii 1956-1958, primar al orașului este Gheorghe Lupu. Sub conducerea sa sunt realizate lucrări de amenajare hidrotehnică pe cursul Moldovei. În anii 1971, 1972 și 1973 au loc indundații care distrug aproape în întregime digurile. În anii următori, între 1972-1981, primar este Petru Țăranu. În timpul mandatului său este consolidat malul stâng al Moldovei și este realizată sistematizarea zonei. Sunt create alei, iar spațiul dintre ele este acoperit cu un strat de pământ fertil, în care sunt plantați arbori și arbuști de diferite specii, unele dintre ele considerate monumente ale naturii. În partea sud-estică a parcului dendrologic este amenajat un modern complex sportiv cu o serie de terenuri pentru practicarea diverselor ramuri ale sportului. Astfel fosta zonă Șaiba este transformată în zona de agrement „Lunca Moldovei”, cu un complex dendrologic și turistico-sportiv.

### Etimologia denumirii
Orașul Gura Humorului își trage numele de la așezarea sa la gura de vărsare a râului Humor în râul Moldova. În ceea ce privește denumirea râului Humor, una dintre legendele locale vorbește despre trecerea tătarilor pe aceste meleaguri la o dată nedeterminată (posibil în anul 1241), când ploile abundente umflaseră apele pârâului făcând imposibilă trecerea sa. Tătarii au numit această apă „Homor”, ceea ce în limba turanică vorbită de ei înseamnă „repede”. Evoluția în timp a denumirii a dus la transformarea „Homor”-ului în „Humor”. Cu toate acestea, chiar și în prezent, unele persoane vârstnice pronunță „Homor” în loc de „Humor”.

## Parcul dendrologic

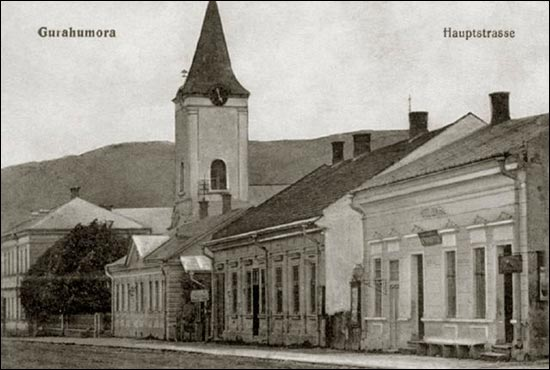
Gura Humorului (ilustrată de epocă)

Pe malul stâng al râului Moldova, de la confluența ei cu râul Humor în amonte, până în dreptul locurilor de la Piatra Pinului, se întinde o luncă, numită, din vremuri vechi, „pe Șaiba”. Cele aproximativ 25 de hectare ale luncii erau folosite ca loc de pășune. Sălcii, înalte și rămuroase, umbreau din loc în loc iarba săracă a luncii. Furtunile puternice, mai ales dezlănțuite dinspre vest, au doborât cea mai mare parte a sălciilor, iar viiturile râului, cu puterea apelor dezlănțuite, au smuls stratul subțire de pământ fertil ce acoperea prundișurile și nisipurile aluviale, făcând de nefolosit o însemnată parte din pășunea Șaibei. Ca urmare, pe locul fostei pășuni a fost înființată zona de agrement „Lunca Moldovei”, cu un parc dendrologic și turistico-sportiv.

## Stațiunea turistică

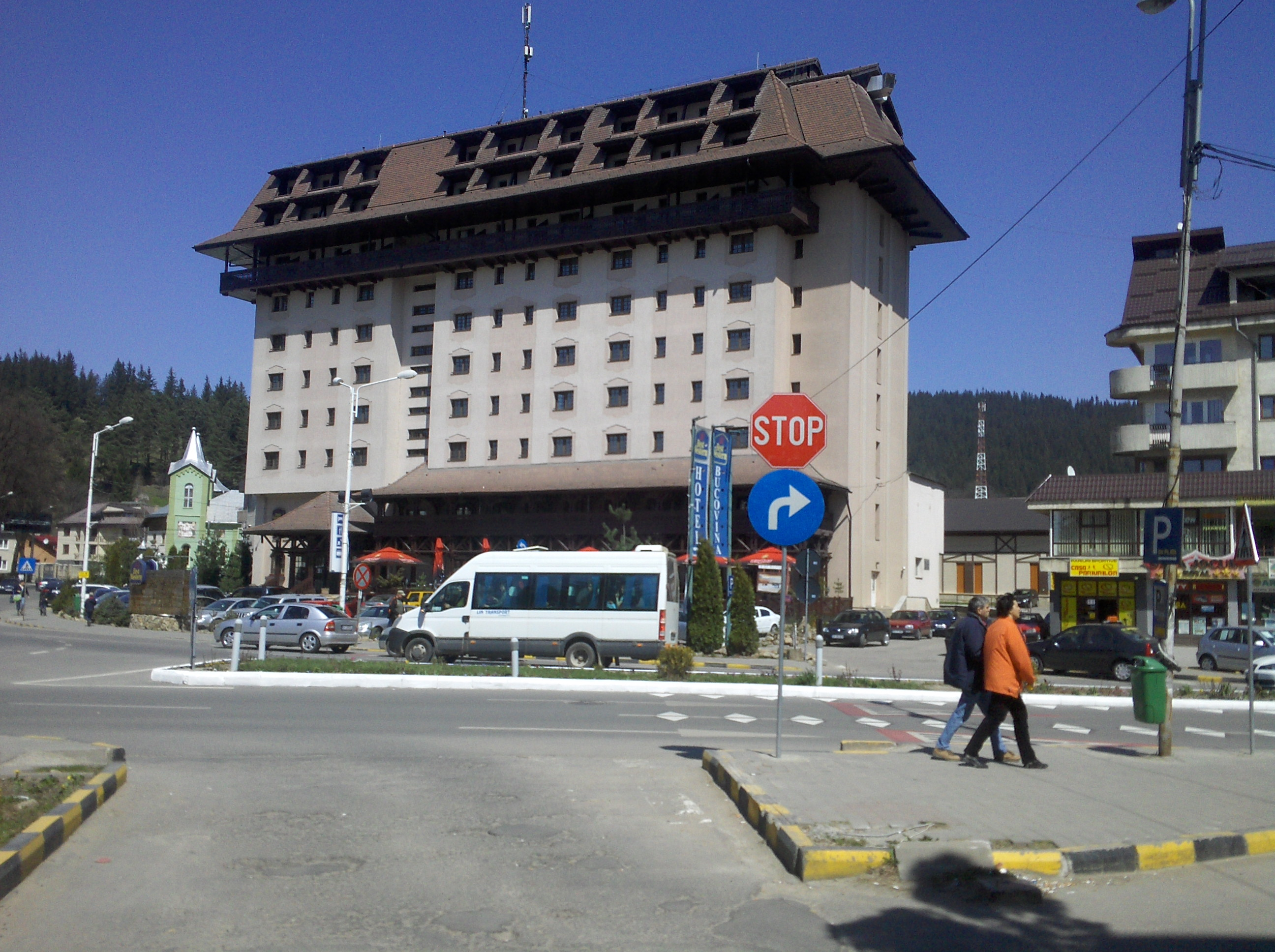
Hotelul "Bucovina" din Gura Humorului

Prin Hotărârea Guvernului nr. 114/2005 se aprobă atestarea localității Gura Humorului din județul Suceava, ca „stațiune turistică de interes național.” Prin urmare, imaginea orașului se schimbă radical prin aplicarea unui program PHARE al Uniunii Europene, în valoare de 8,9 milioane de euro.
În cadrul proiectului intitulat „Pârtie de schi, Orientare Turistică, Parc Lunca Moldovei, Agrement, Sport”, în Gura Humorului este amenajată o pârtie de schi cu o lungime de 1.350 de metri, dotată cu un telescaun și cu o instalație de produs zăpadă. Începând cu luna ianuarie 2010, pârtia de schi „Șoimul” este dată în folosință, fiind dotată cu instalație de nocturnă pe toată lungimea de 1.350 metri, cu telescaun și cu o instalație de produs zăpadă. De asemenea, la baza pârtiei există o parcare pentru 360 autoturisme și 9 autocare.
În zona de agrement „Ariniș” este construită o piscină acoperită, un bazin de înot destinat copiilor, și sunt amenajate și construite opt terenuri de sport, plus o nocturnă, precum și un patinoar artificial. Complexul este inaugurat în data de 1 mai 2010. În cadrul proiectului se realizează și iluminatul public în Parcul Dendrologic Ariniș. În zona de acces spre pârtie, pe malul drept al râului Moldova, este amenajat un loc de campare, cu toate utilitățile necesare rulotelor.

## Sport
Rugby Club Gura Humorului  - echipa de rugby a orașului ce activează in Divizia Natională de Seniori organizat de Federația Română de Rugby
CS Gura Humorului este cel mai important club de fotbal din oraș, cunoscut în trecut sub numele de Minerul.
FC Șoimii Gura Humorului, înființat in 2023, care evoluează în liga a III-a.

## Orașe înfrățite
Rezina, Republica Moldova
 Marly-le-Roi, Franța
 Puck, Polonia

## Personalități
- Olga Kobyleanska (1863 - 1942), scriitoare ucraineană;
- Schlomo Winninger (1877 - 1968), biograf evreu, autorul istoriei orașului Gura Humorului;
- Teodor Bălan (1885-1972) - istoric român, profesor la Universitatea din Cernăuți și director al Comisiei Arhivelor Statului din Cernăuți;
- Nathan H. Juran (1907-2002) – regizor american evreu originar din localitate[13]
- Radu Bercea (n. 1939) – pictor, desenator, caricaturist român
- Mihai Necolaiciuc (n. 1952), fost director al CFR.
- Cătălin Mireuță (n. 1959) – actor român, membru al grupului umoristic Divertis[14]
- Doru Antonesi (n. 1959) – actor român, membru al grupului umoristic Divertis[15]
- Cătălin Țăranu (n. 1973) – jucător român de go.

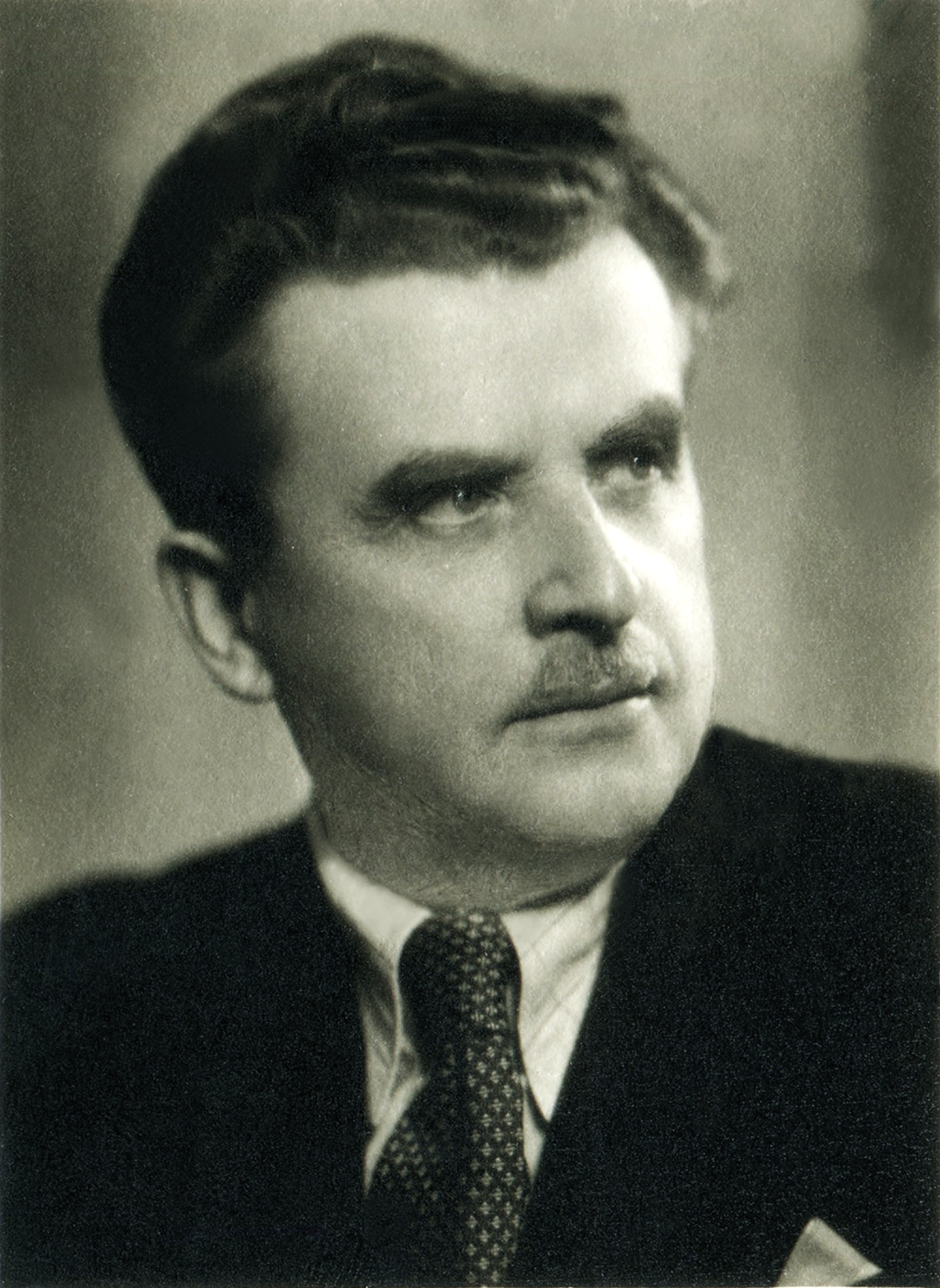
Teodor Bălan
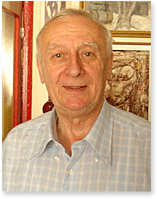
Radu Bercea
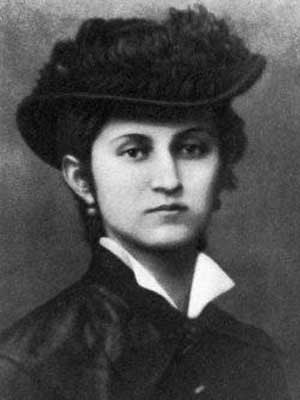
Olga Kobyleanska
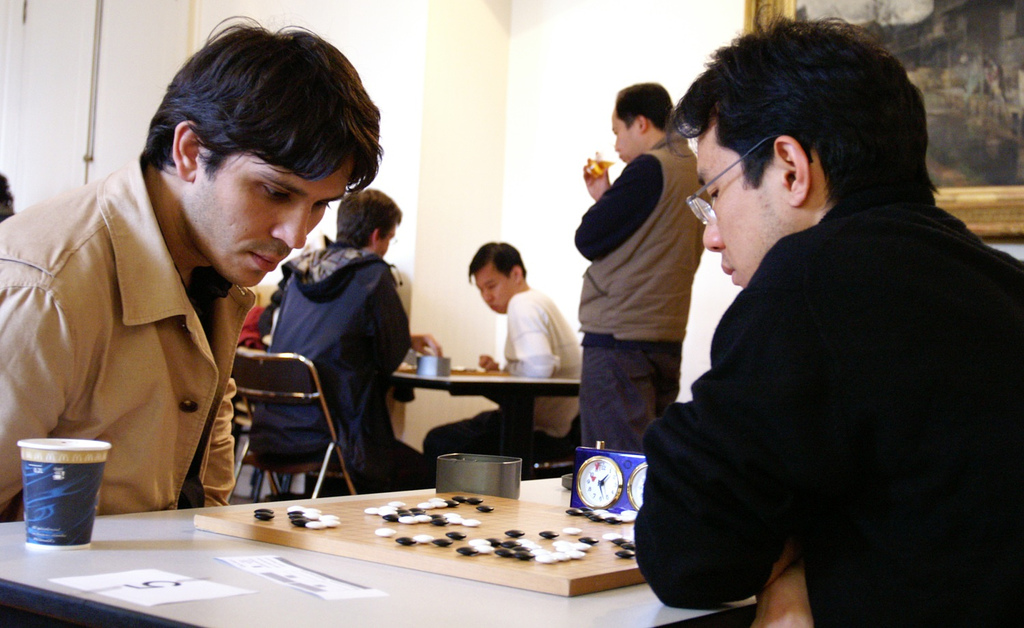
Cătălin Țăranu (stânga), la o partidă de go
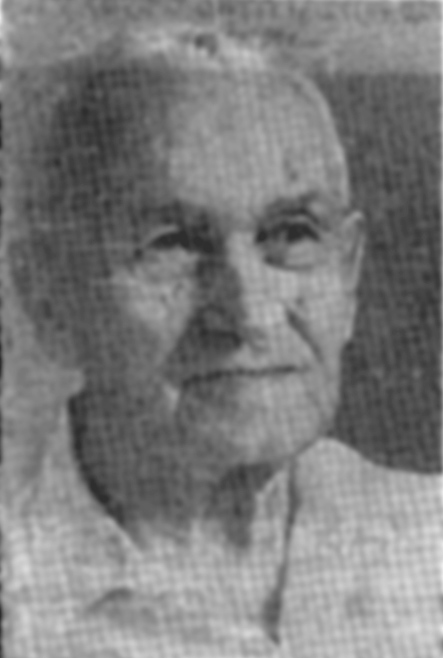
Salomon Wininger

## Obiective turistice
- Mănăstirea Voroneț – ctitorie a domnitorului Ștefan cel Mare din anul 1488, supranumită „Capela Sixtină a Estului”. Se află la 4 km de centrul orașului Gura Humorului, în cartierul Voroneț, situat pe malul drept al râului Moldova (monument istoric având codul de clasificare SV-II-a-A-05675).
- Biserica romano-catolică "Preasfânta Treime" din Gura Humorului – construită în anul 1811 și considerată cea mai veche biserică romano-catolică în funcțiune din Bucovina.
- Biserica "Sfinții Împărați Constantin și Elena" din Gura Humorului – construită în anul 1862, fiind pe rând, biserică armenească, biserică luterană și apoi, după al Doilea Război Mondial, biserică ortodoxă.
- Biserica "Sfinții Arhangheli Mihail și Gavriil" din Gura Humorului – construită în perioada 1876-1885 prin strădania preotului Simeon Cobilanschi (1842-1910).
- Sinagoga Mare din Gura Humorului – lăcaș de cult evreiesc construit în anul 1871 și refăcut la începutul secolului al XX-lea.
- Cimitirul evreiesc din Gura Humorului – datează din secolul al XVIII-lea și se află la marginea de nord a orașului, înspre satul Mănăstirea Humorului, la circa 700 de metri de gară (monument istoric având codul de clasificare SV-IV-s-B-05704).
- Primăria orașului – clădire construită în anul 1901 și situată în Piața Republicii, nr. 10 (monument istoric având codul de clasificare SV-II-m-B-05552).
- Judecătoria orașului – clădire construită în anul 1904 și situată pe Bulevardul Bucovinei, nr. 21 (monument istoric având codul de clasificare SV-II-m-B-05551).
- Școala Generală nr. 1 – clădire construită în anul 1812 și situată pe Bulevardul Bucovinei, nr. 16.
- Școala Generală nr. 2 „Petru Comarnescu” – clădire construită în anul 1910 și situată pe Bulevardul Bucovinei, nr. 25. În trecut aici a funcționat fostul liceu „Principele Carol”.
- Gara veche din Gura Humorului – clădire situată pe Aleea Castanilor nr. 3. În prezent poartă denumirea de Gara Gura Humorului Oraș.
- Casa "Sidorovici" – clădire în care funcționează atelierele Centrului Școlar „Sfântul Andrei”.
- Bustul preotului Simeon Cobilanschi – monument dezvelit în anul 1998.
- Bustul scriitoarei ucrainene Olga Kobyleanska – monument dezvelit în anul 2003.

## Imagini

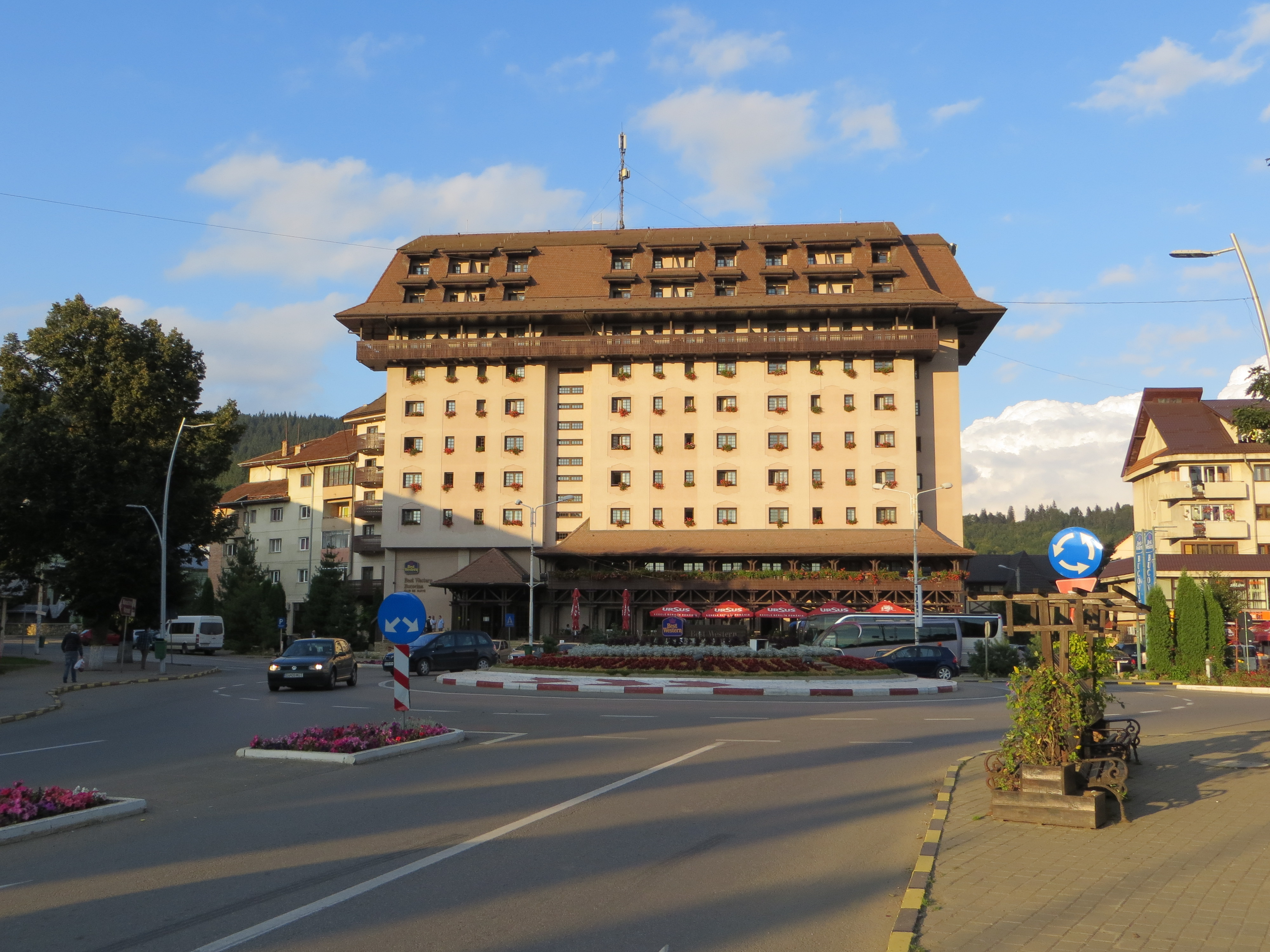
Hotel „Bucovina”
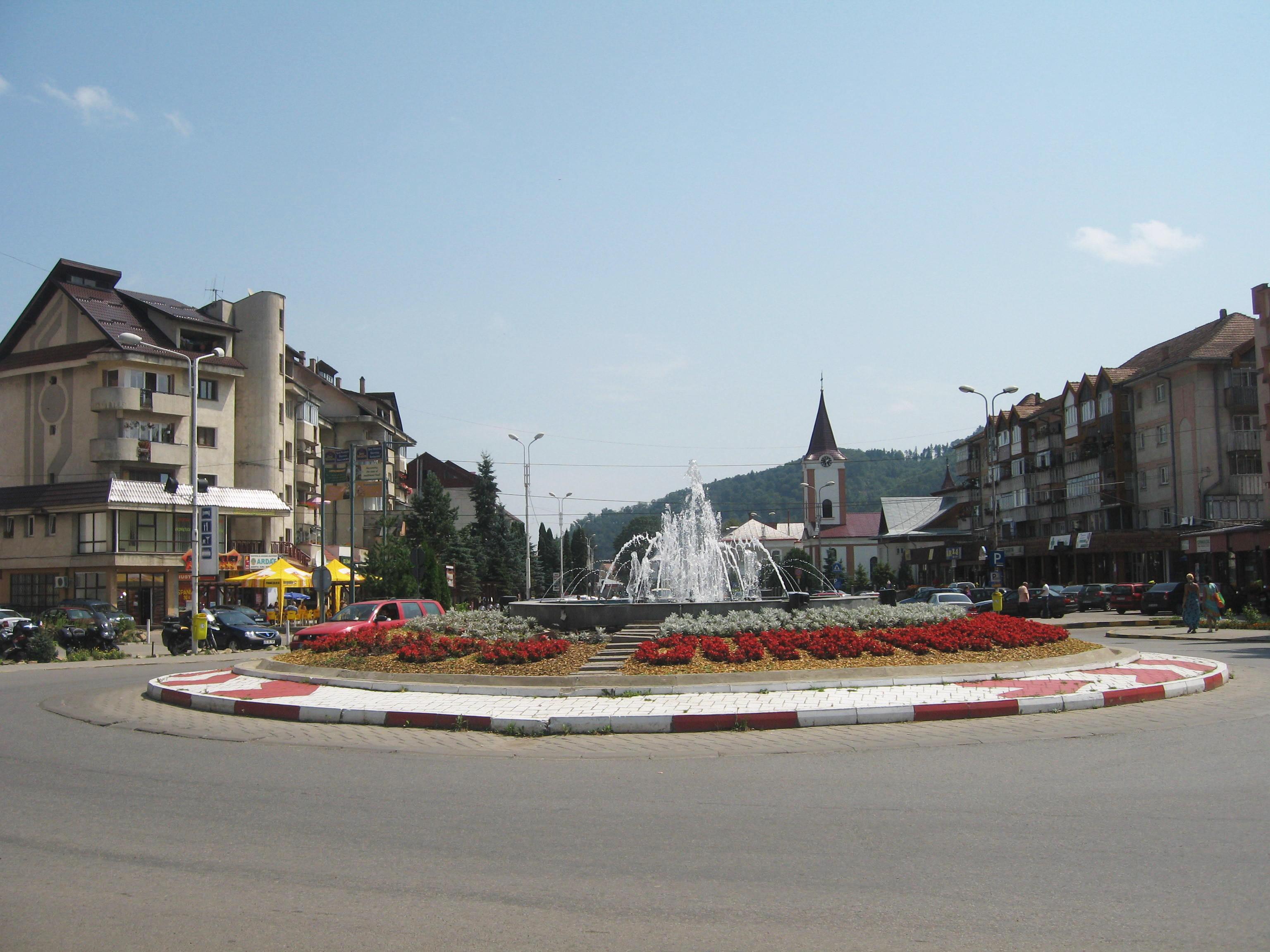
Bulevardul Bucovinei
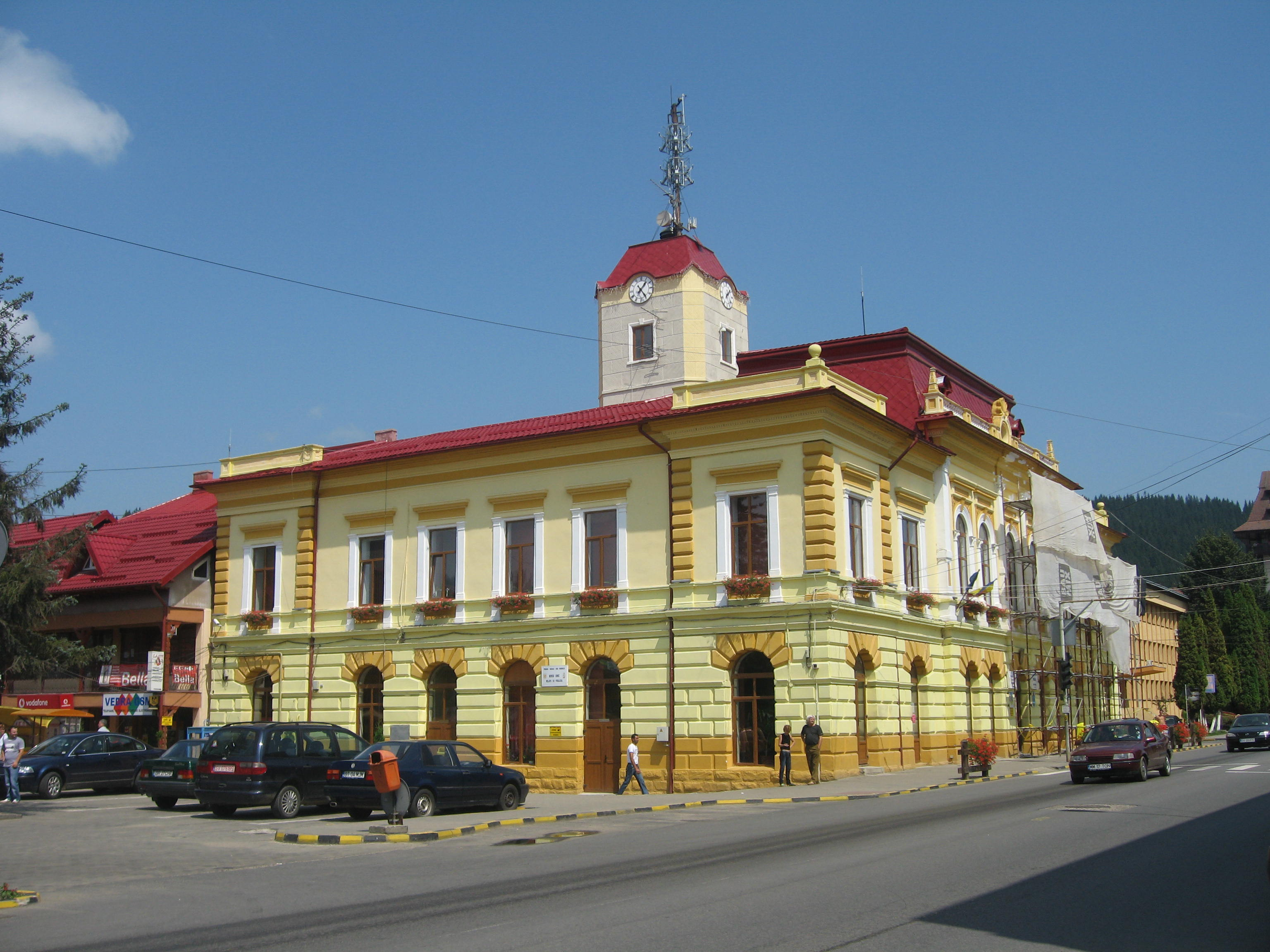
Primăria orașului (1)
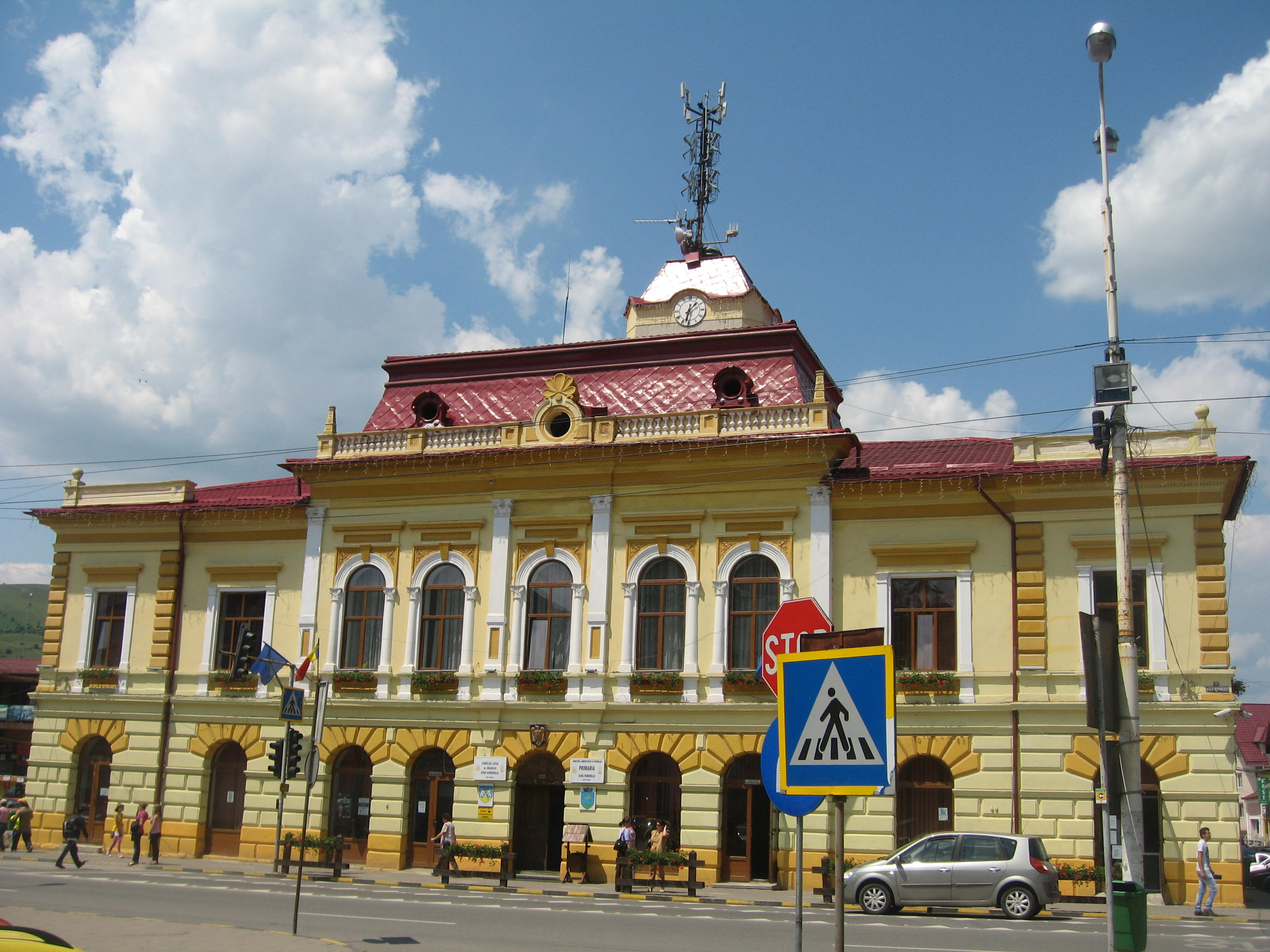
Primăria orașului (2)
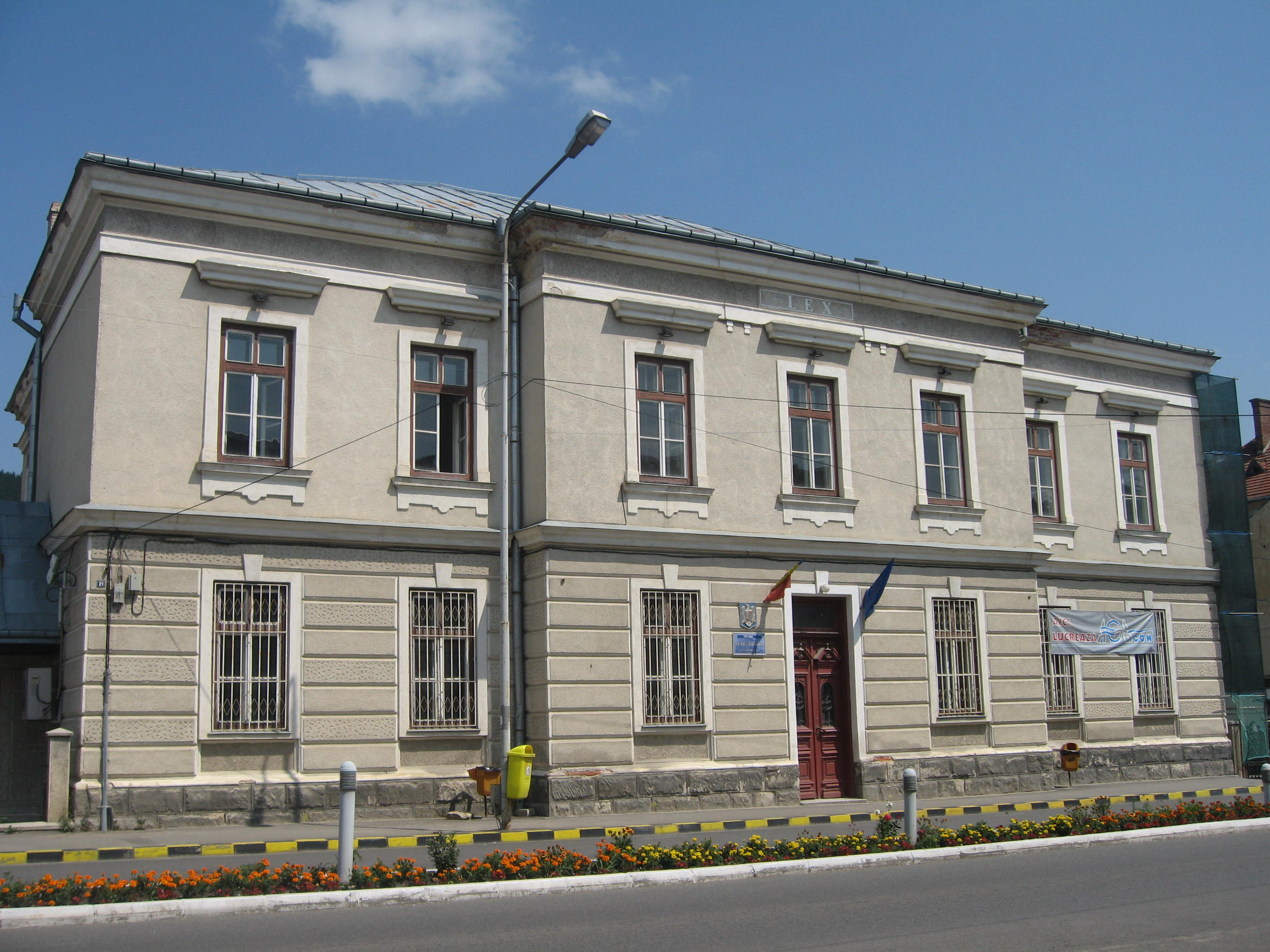
Judecătoria orașului (1)
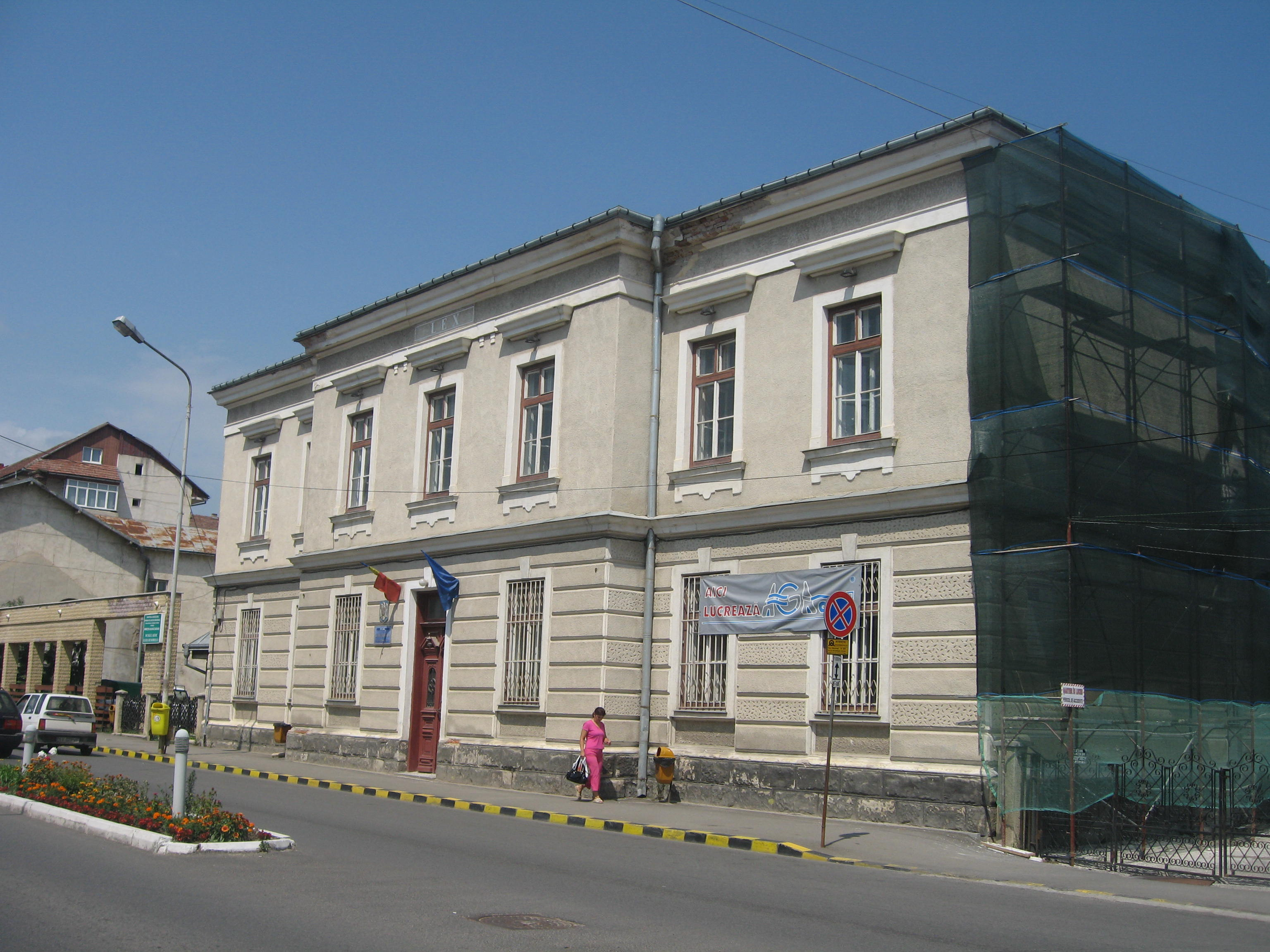
Judecătoria orașului (2)
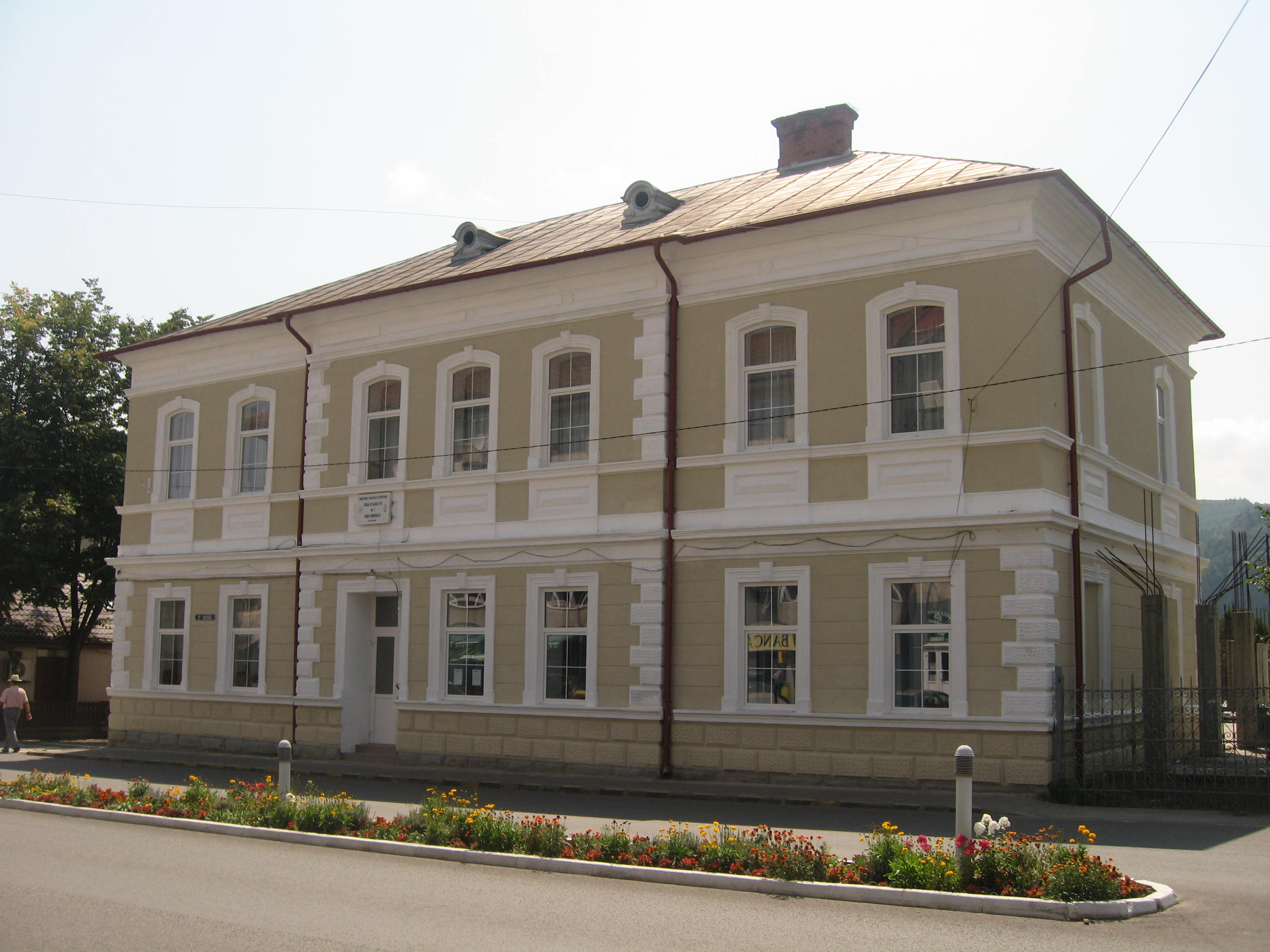
Școala Generală nr. 1
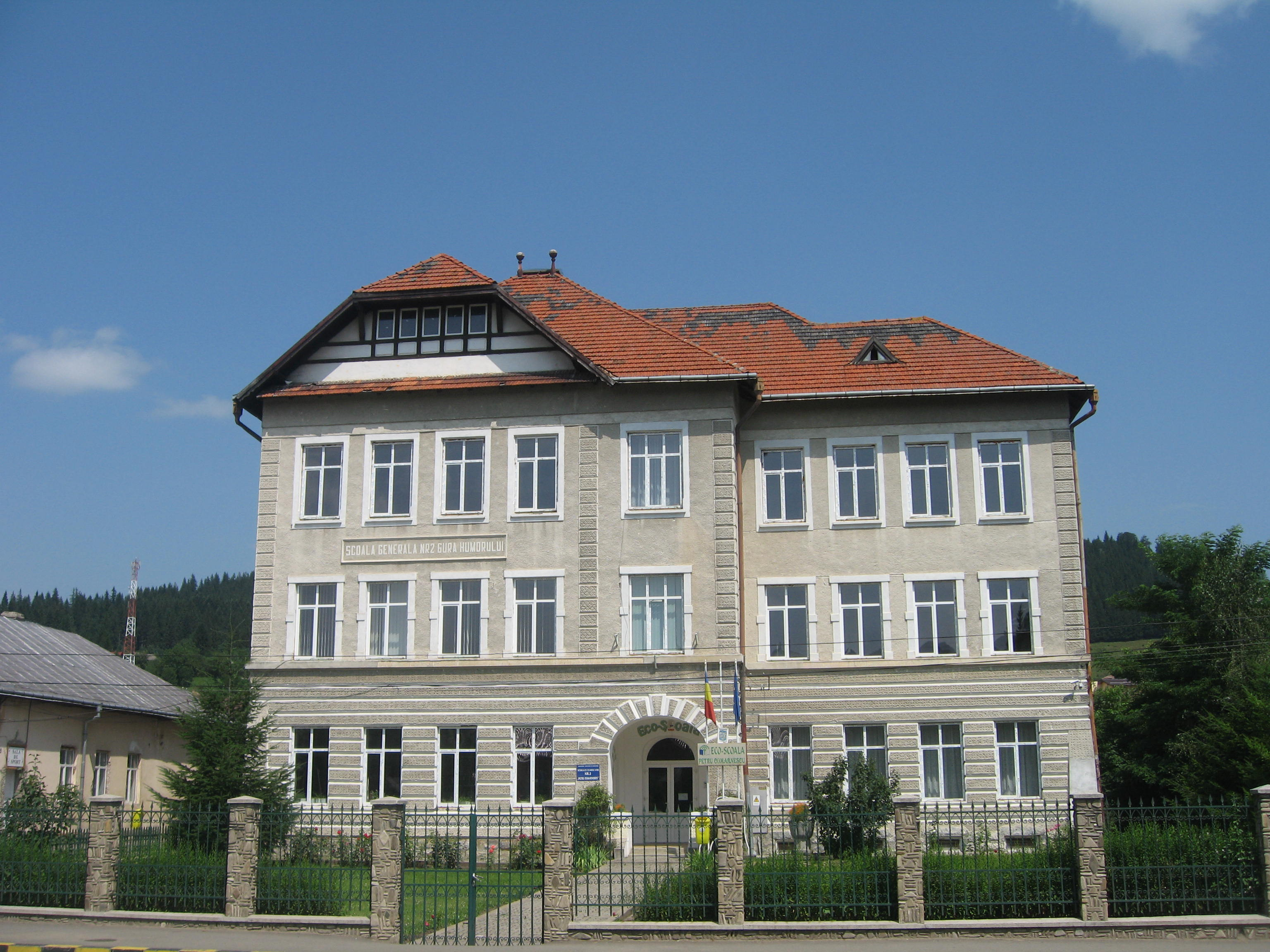
Școala Generală nr. 2
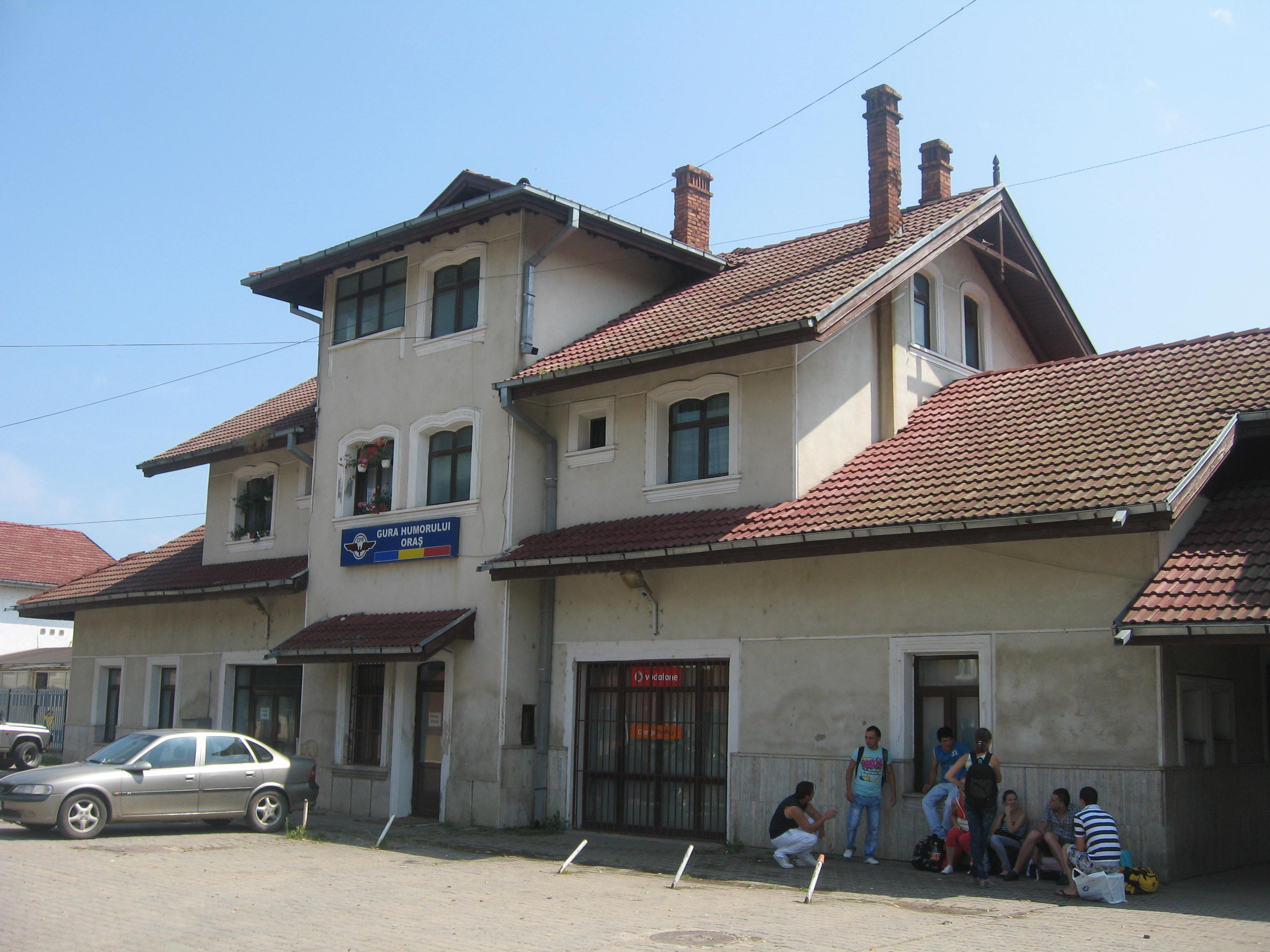
Gara veche (Gura Humorului Oraș) (1)
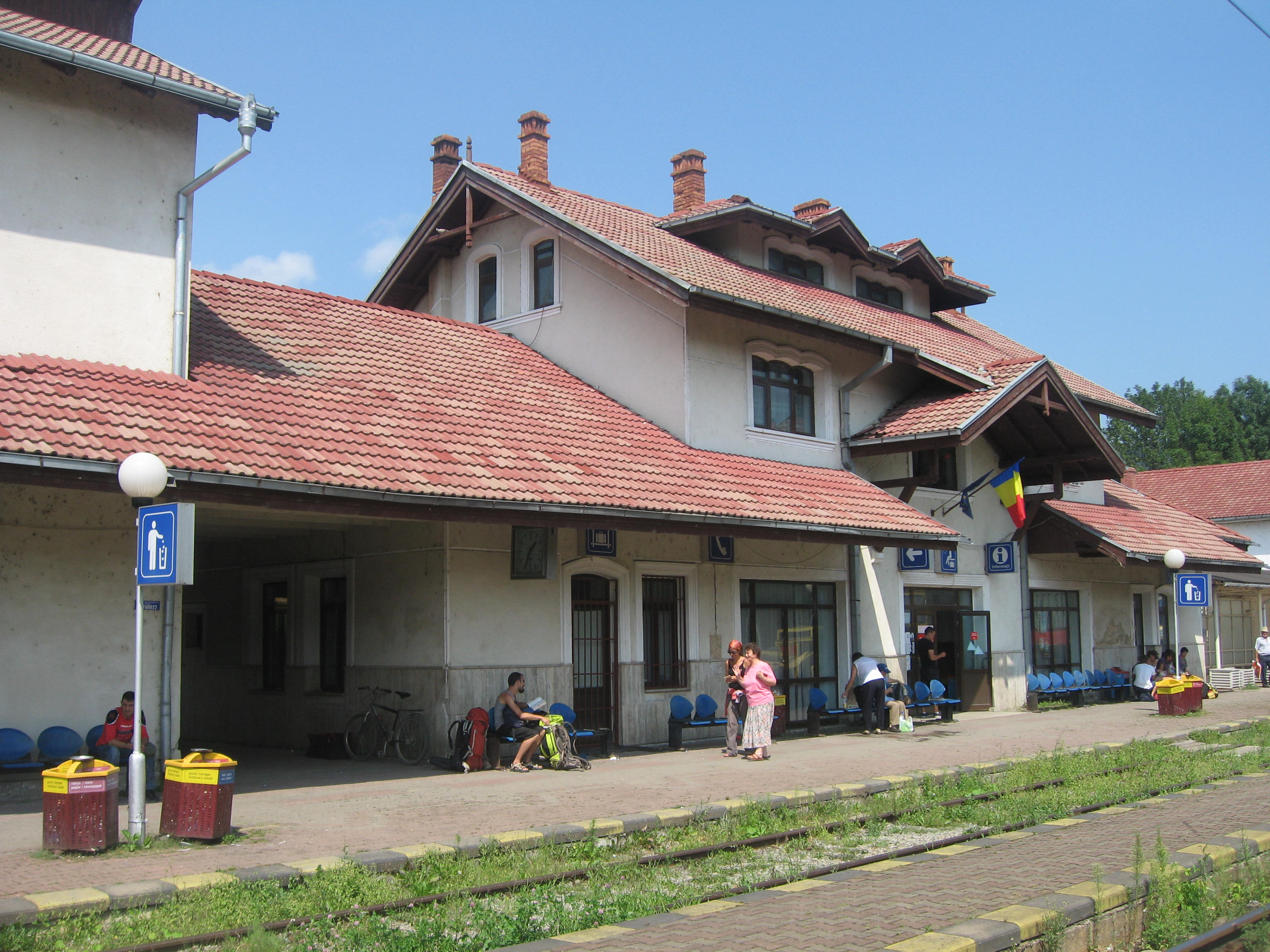
Gara veche (Gura Humorului Oraș) (2)
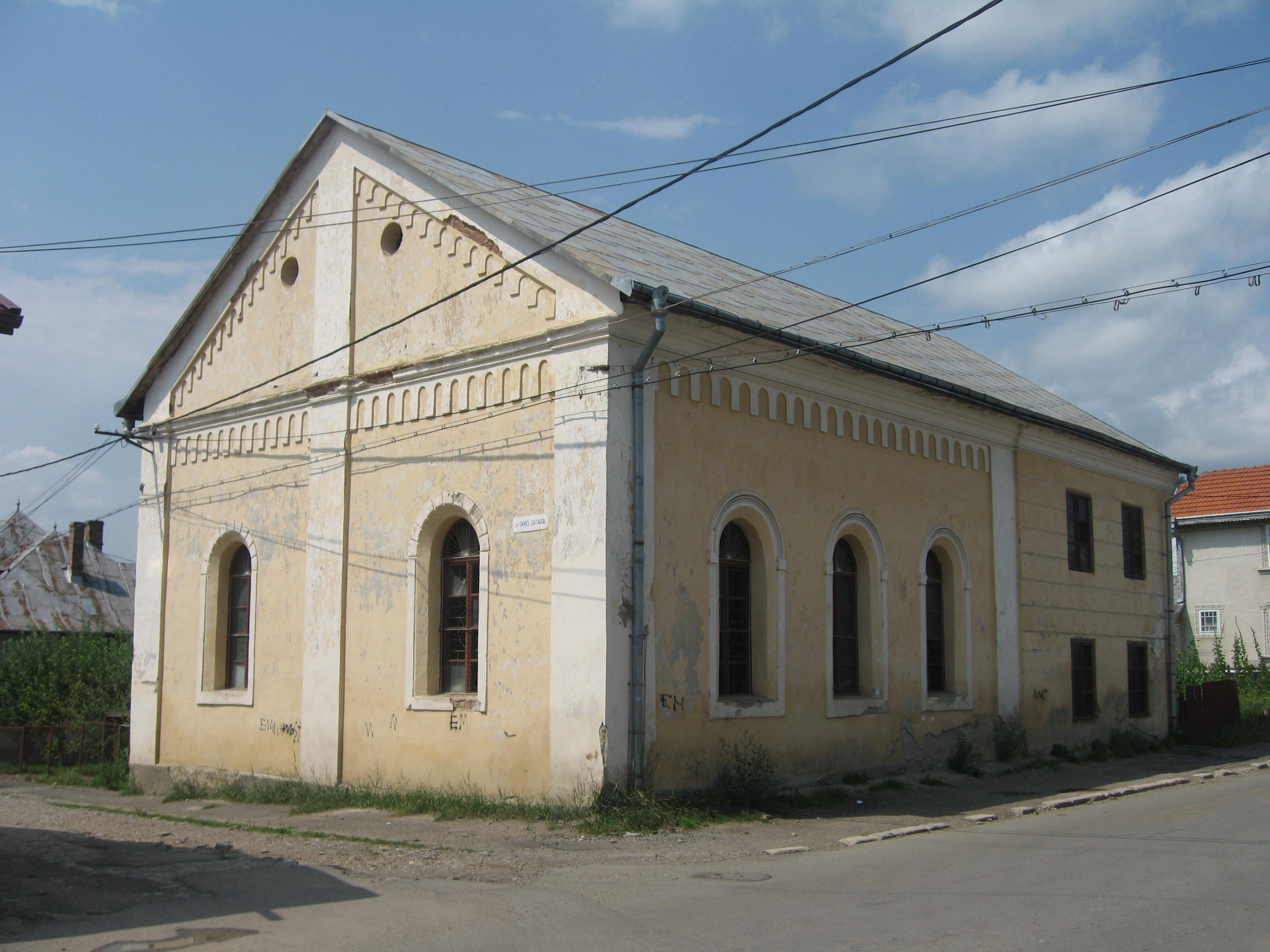
Sinagoga Mare din Gura Humorului
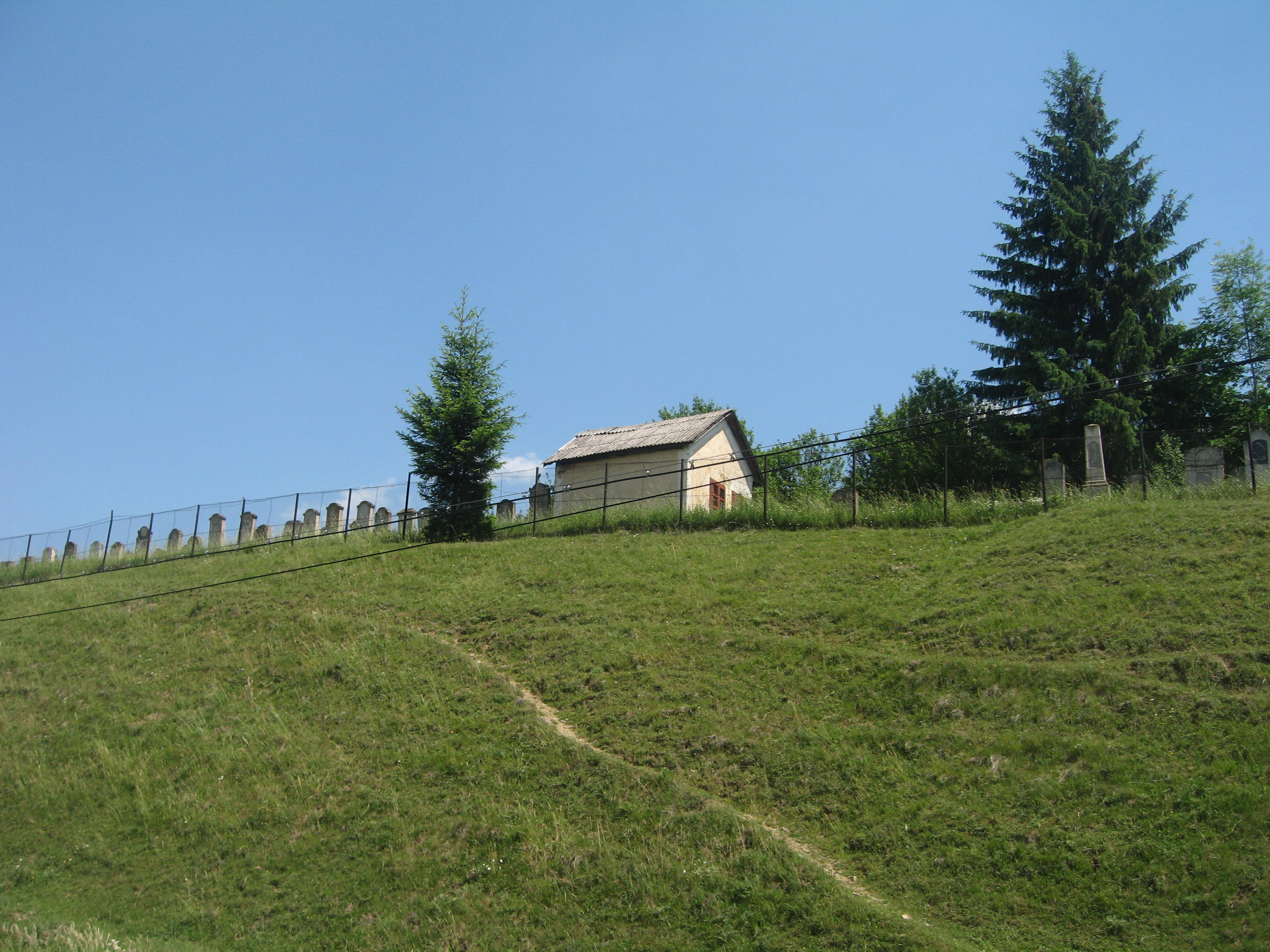
Cimitirul evreiesc din Gura Humorului
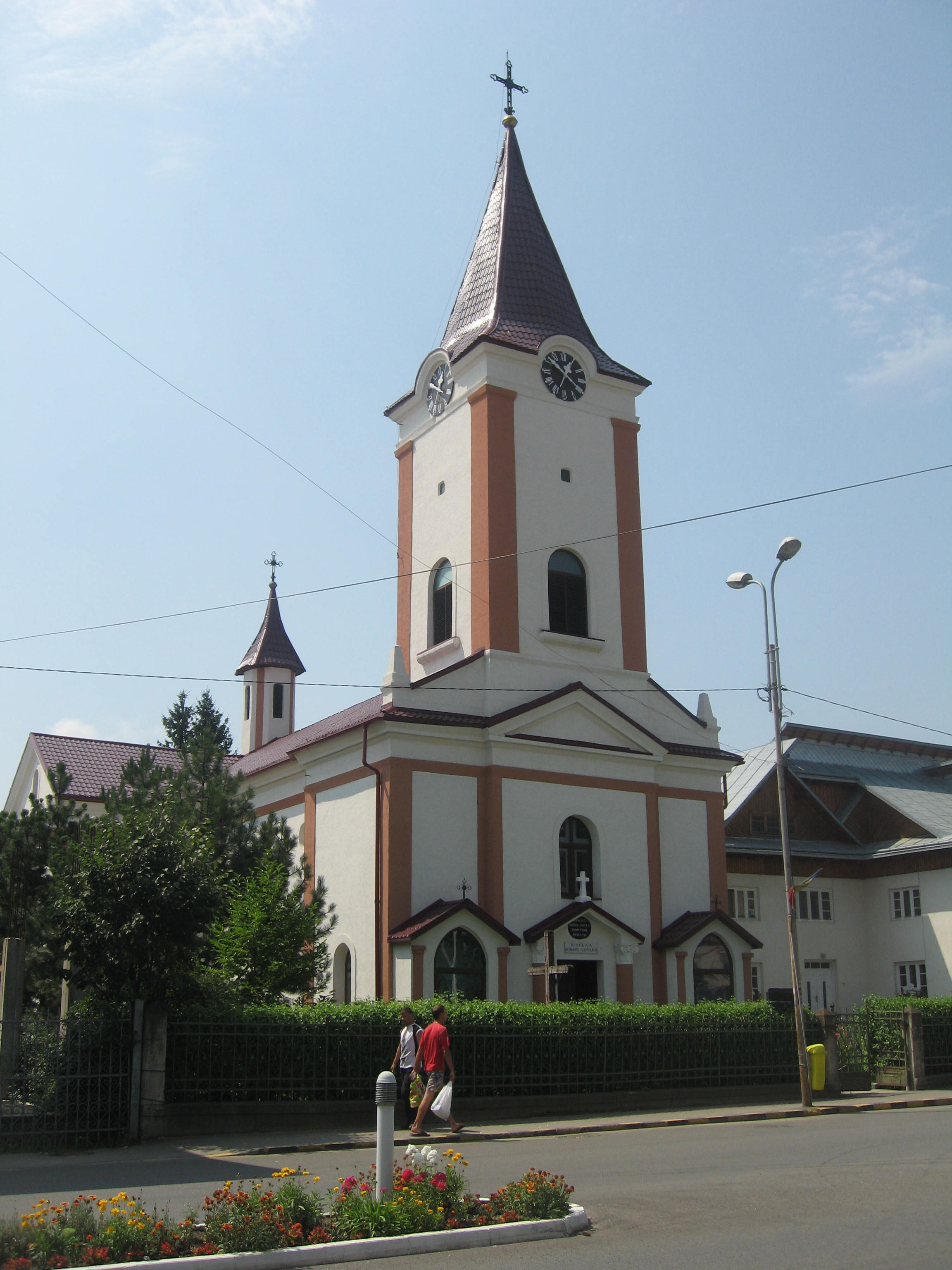
Biserica romano-catolică „Preasfânta Treime” din Gura Humorului (1)
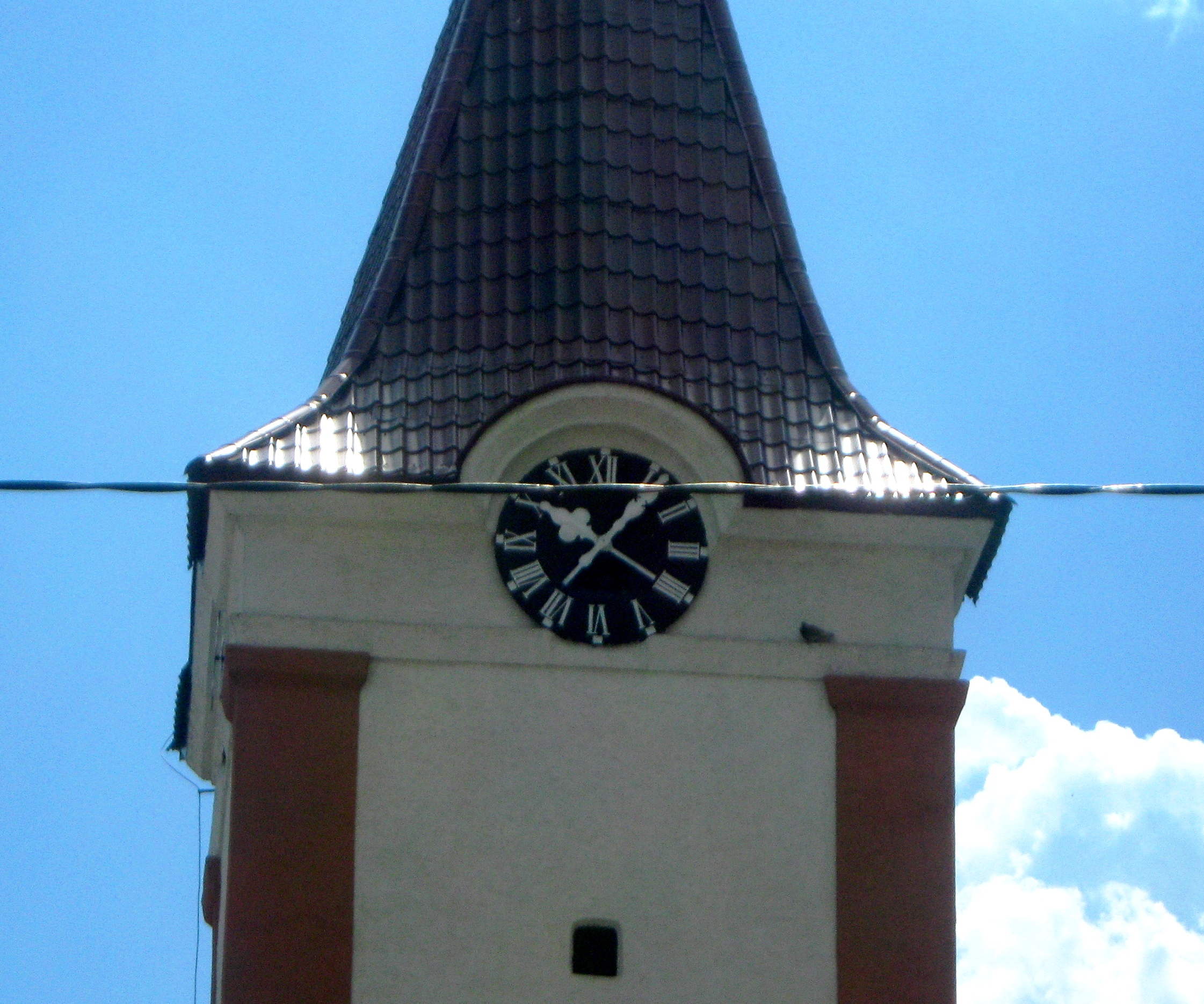
Biserica romano-catolică „Preasfânta Treime” din Gura Humorului (2)
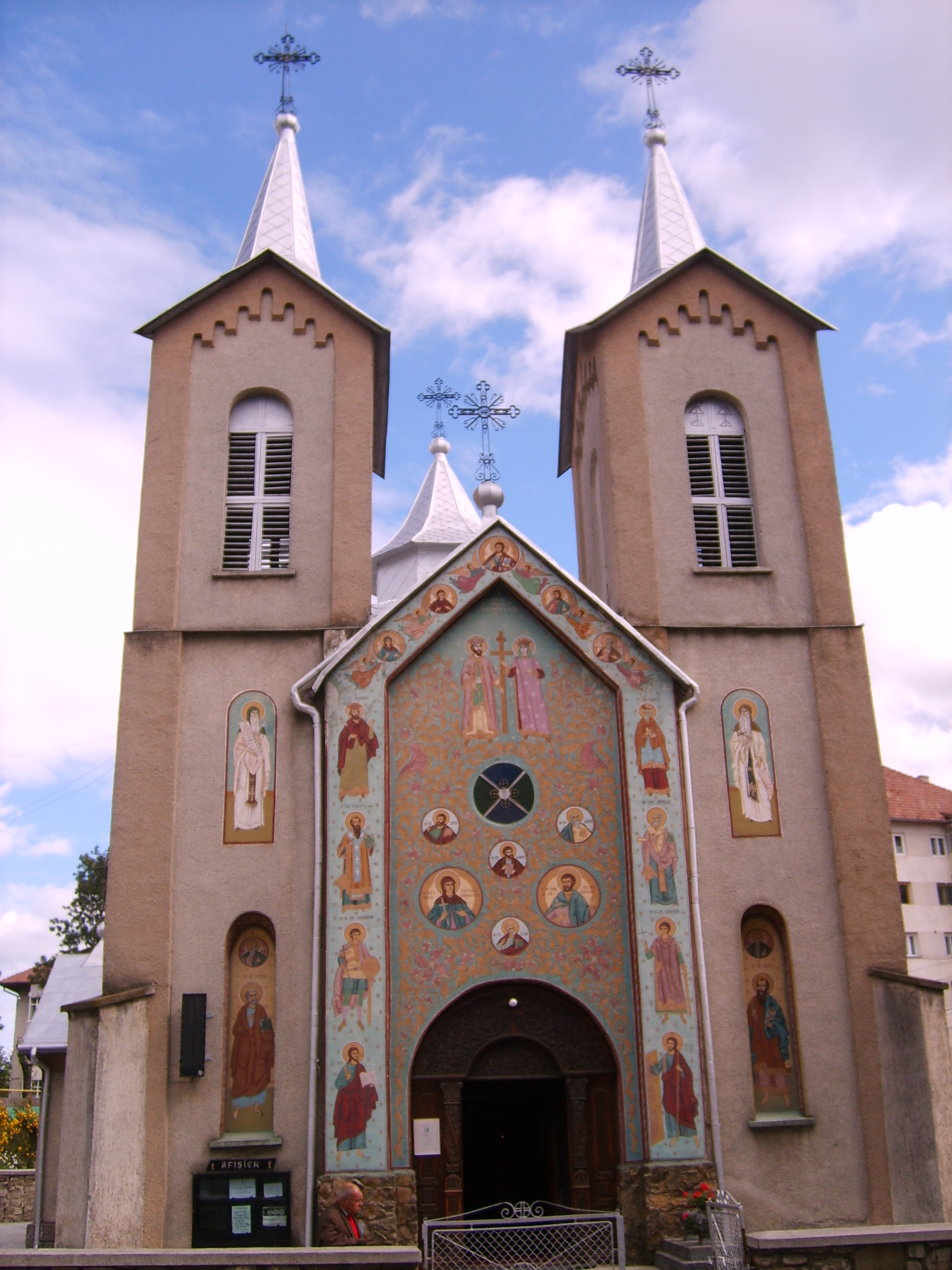
Biserica „Sfinții Împărați Constantin și Elena” din Gura Humorului (1)
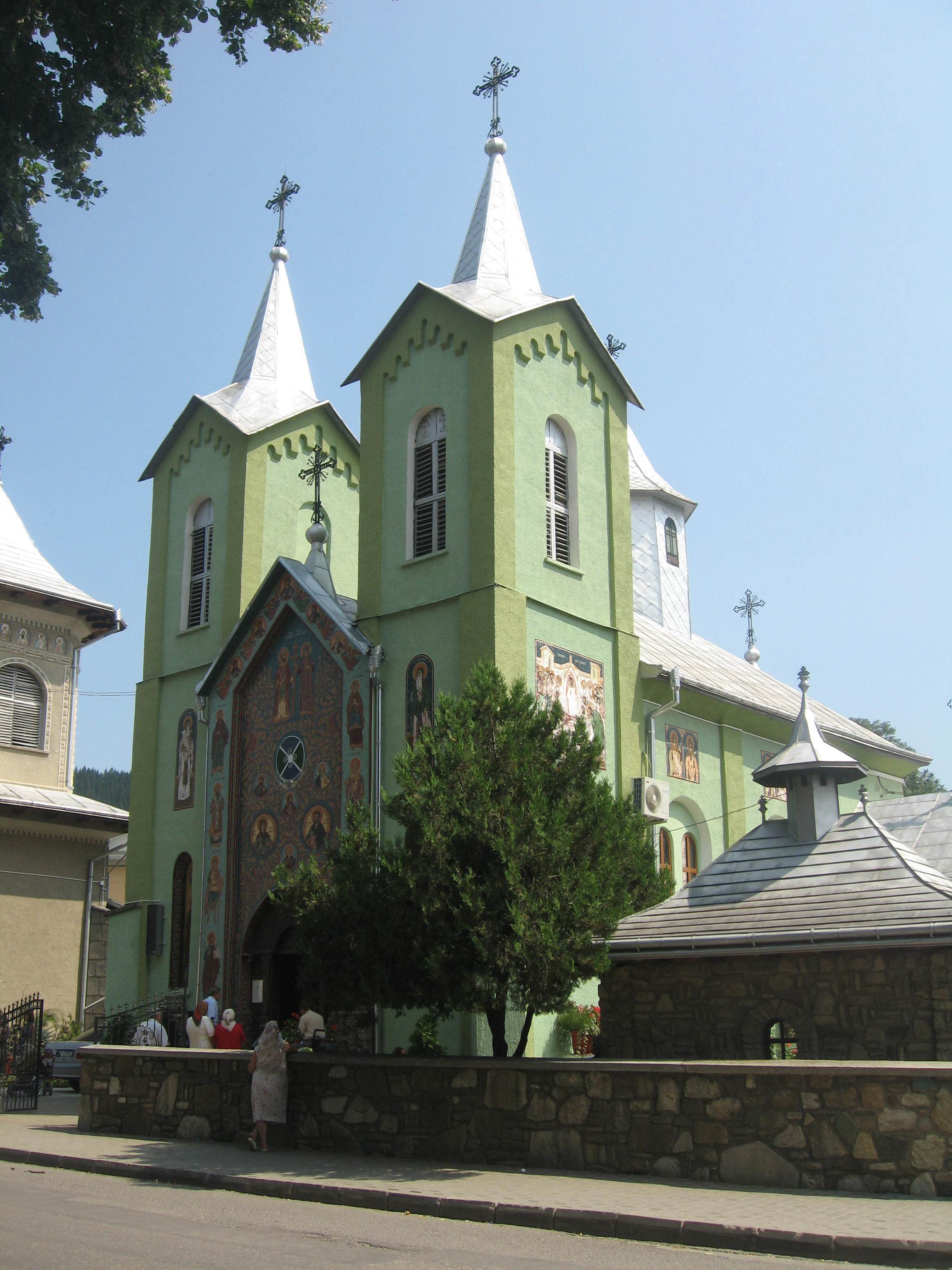
Biserica „Sfinții Împărați Constantin și Elena” din Gura Humorului (2)
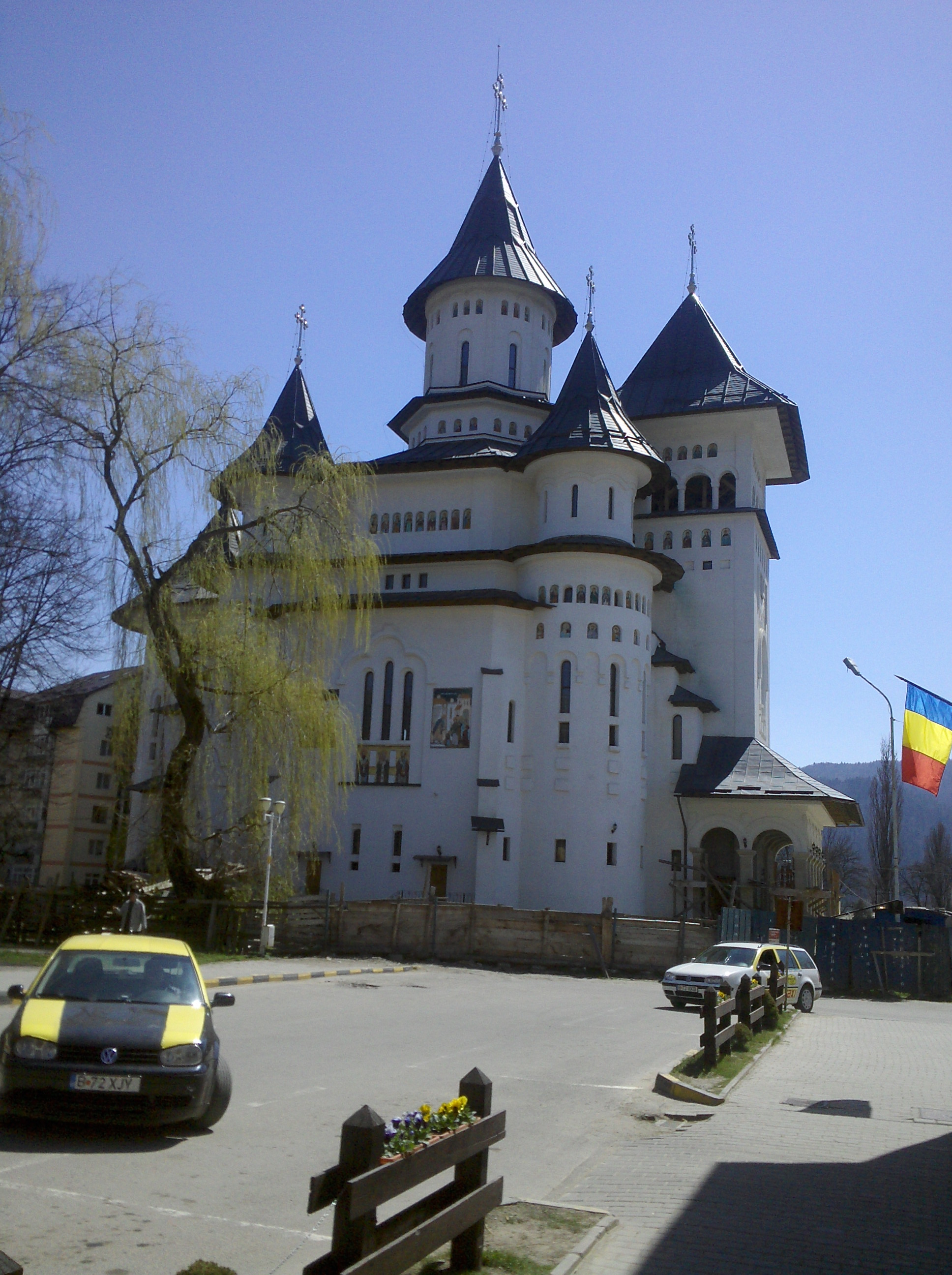
Catedrala „Nașterea Maicii Domnului” din Gura Humorului
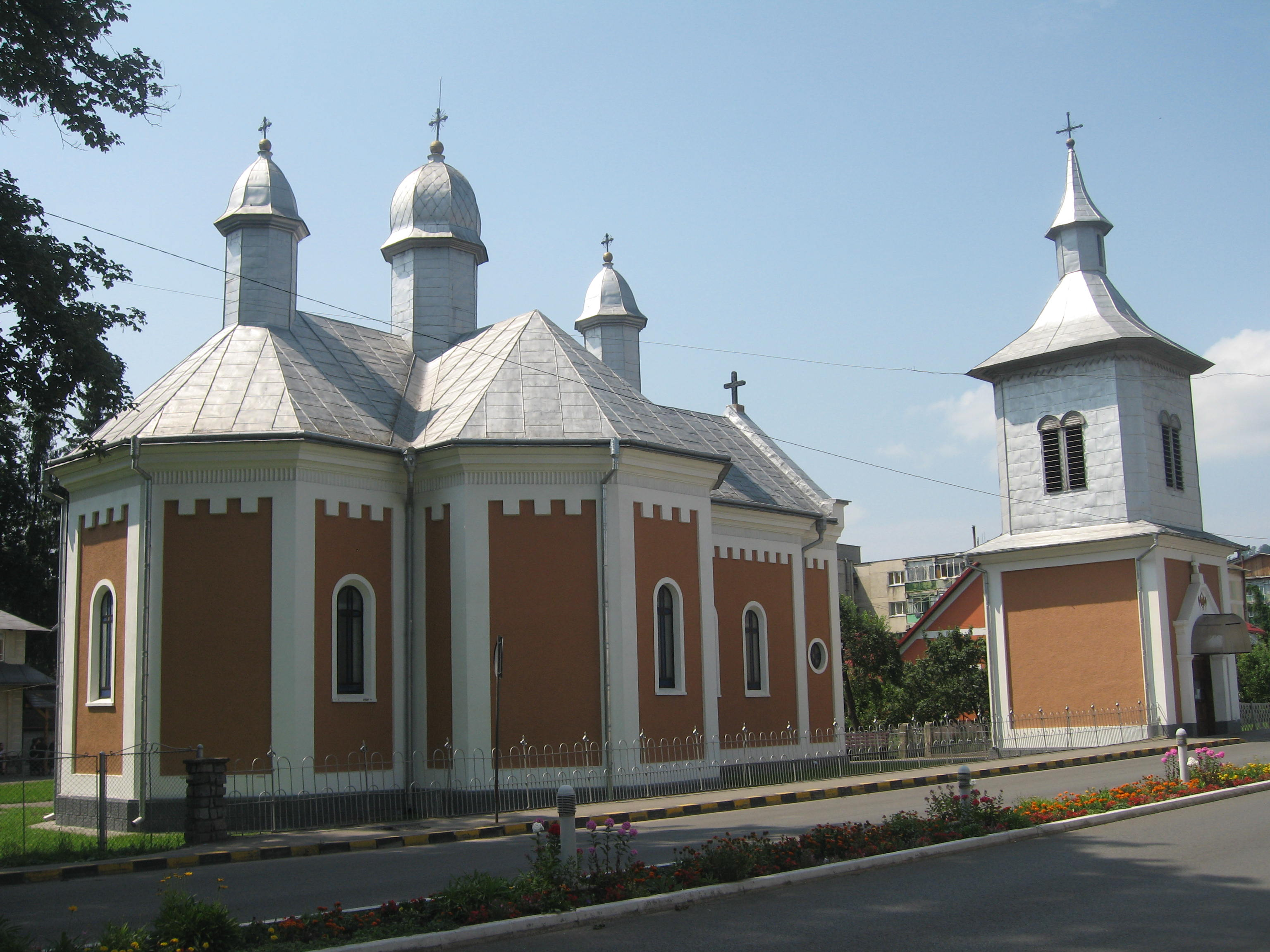
Biserica „Sfinții Arhangheli Mihail și Gavriil” din Gura Humorului (1)
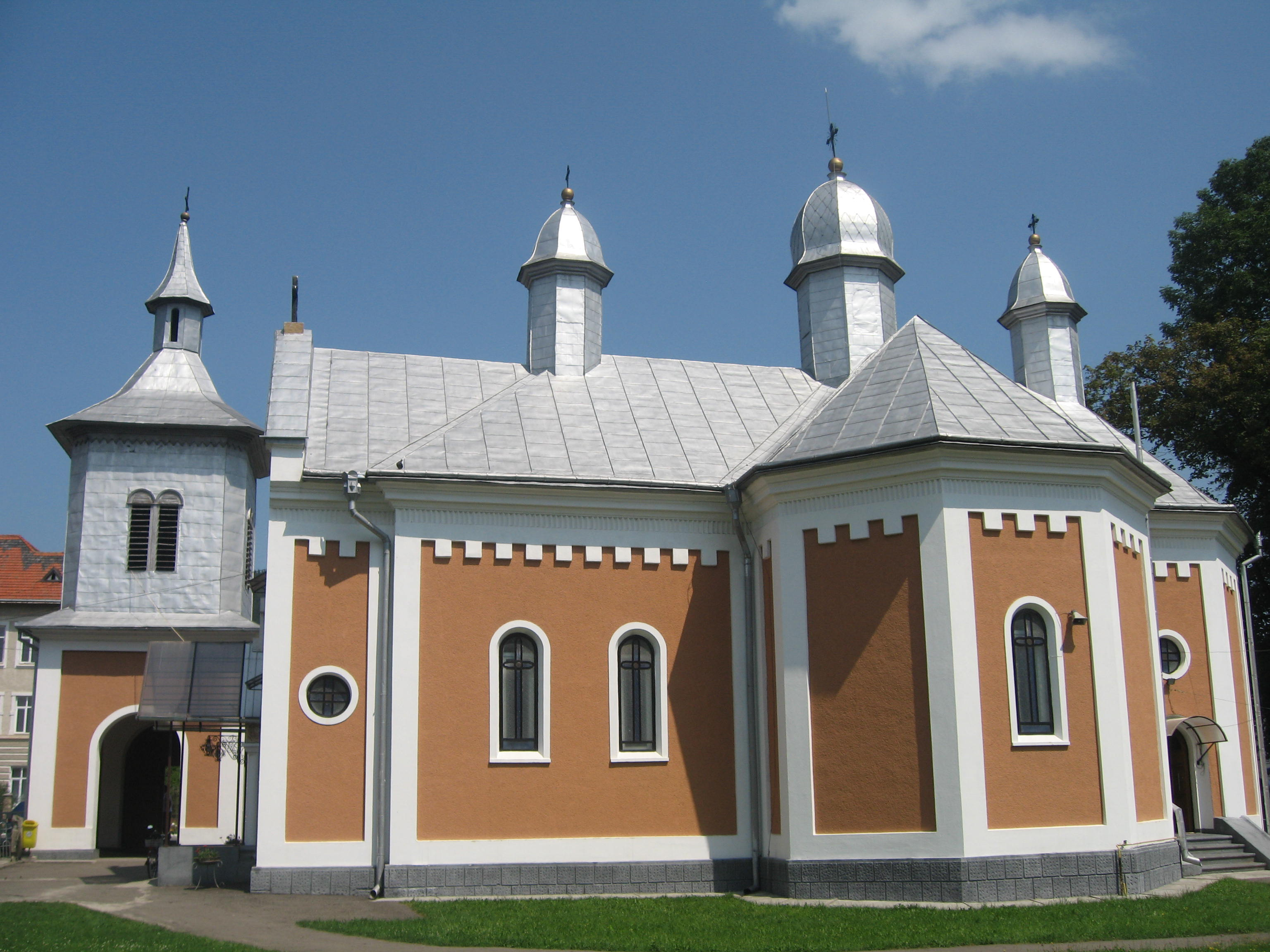
Biserica „Sfinții Arhangheli Mihail și Gavriil” din Gura Humorului (2)
Bustul preotului Simeon Cobilanschi
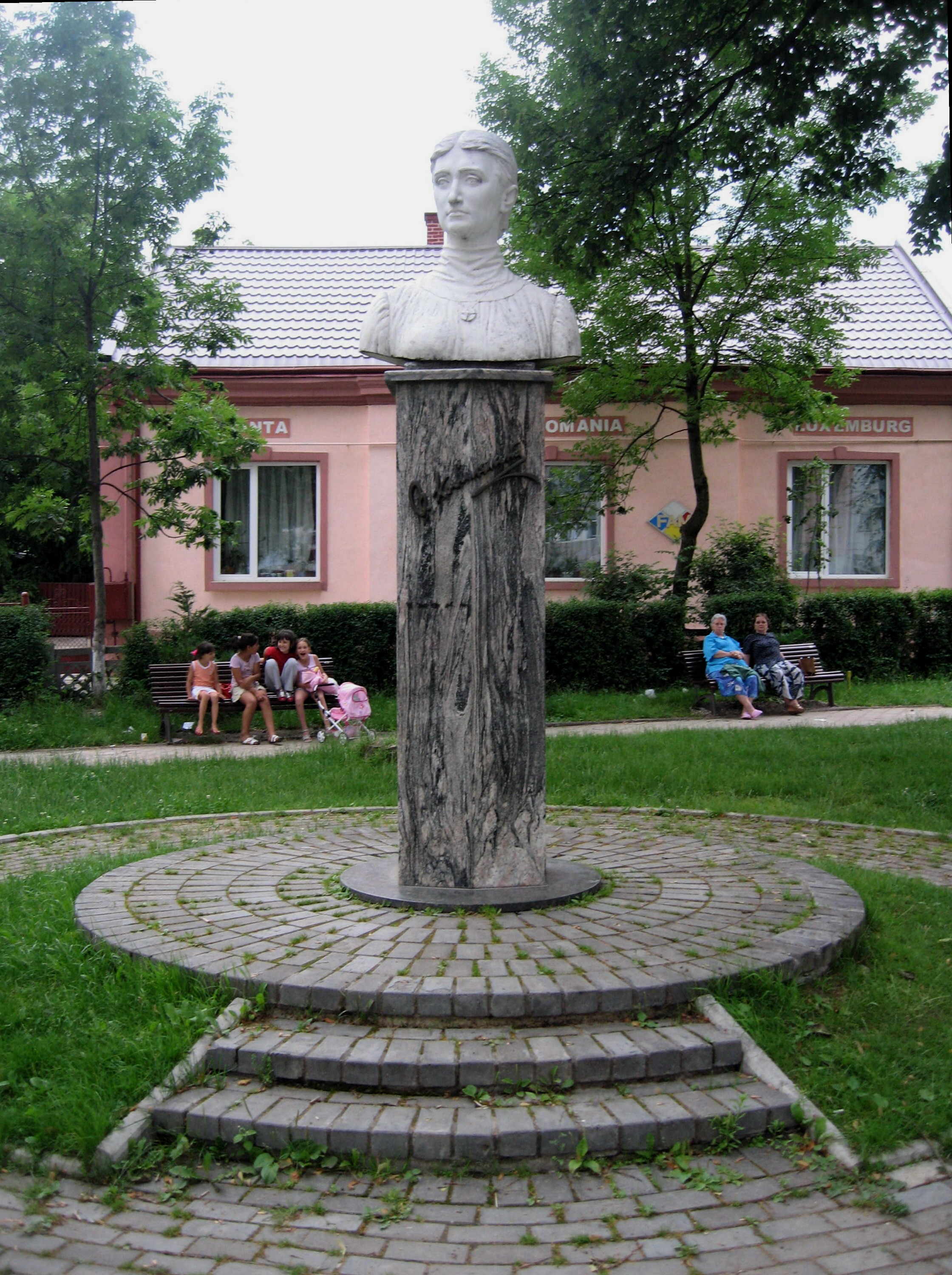
Bustul scriitoarei ucrainene Olga Kobyleanska
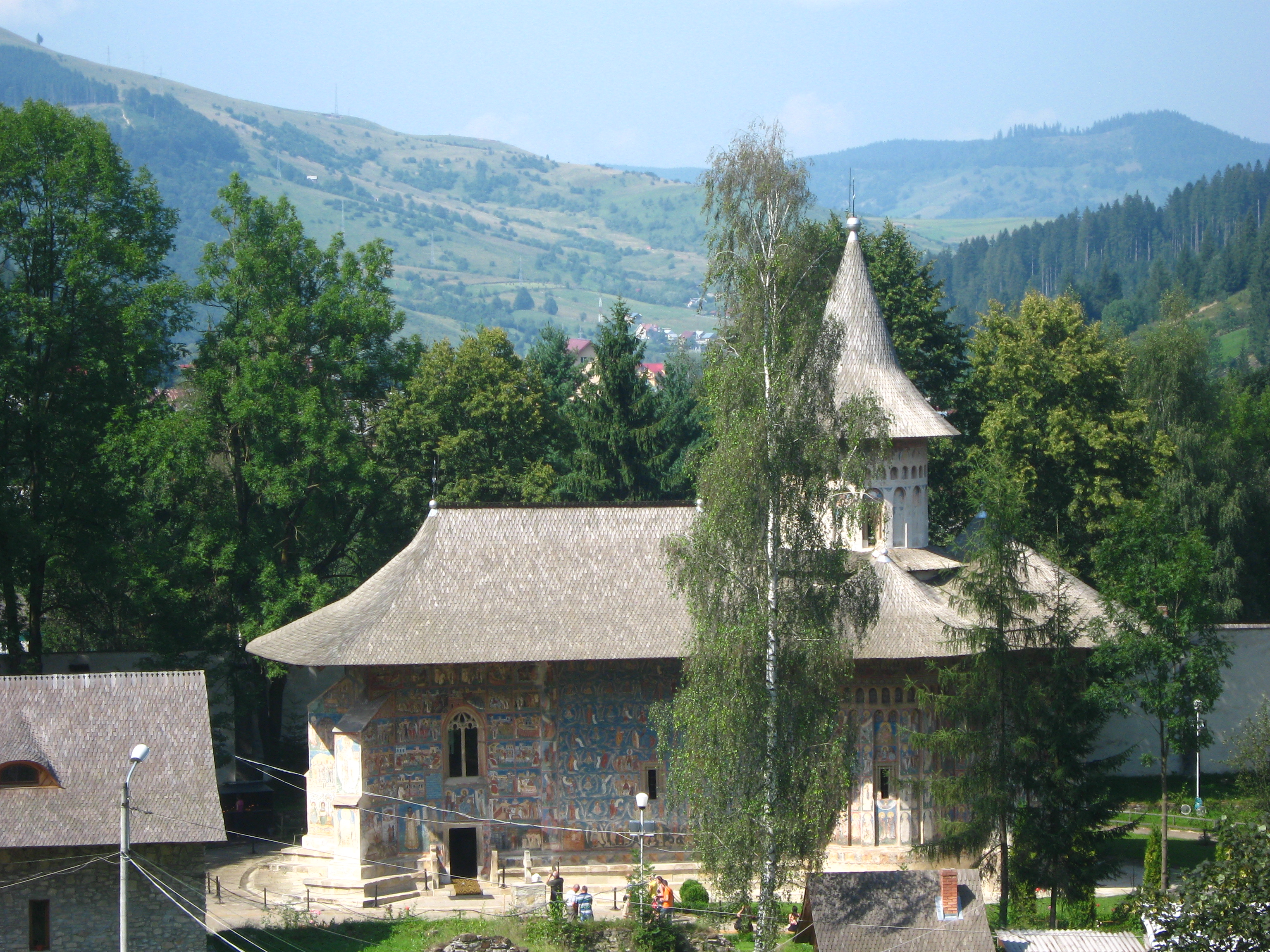
Mănăstirea Voroneț (1)
Mănăstirea Voroneț (2)